# ميكي فين (مخترع)
ميكي فين (بالإنجليزية: Mickey Finn)‏ هو مخترِع أمريكي، ولد في 21 يونيو 1938، وتوفي في 24 أبريل 2007.